# Специальная теория относительности
Специа́льная тео́рия относи́тельности (СТО; также ча́стная тео́рия относи́тельности) — теория, описывающая движение, законы механики и пространственно-временные отношения при произвольных скоростях движения, меньших скорости света в вакууме, в том числе близких к скорости света (в рамках специальной теории относительности классическая механика Ньютона является приближением низких скоростей). Фактически СТО описывает геометрию четырёхмерного пространства-времени и основана на плоском (то есть неискривлённом) пространстве Минковского. Обобщение СТО для сильных гравитационных полей называется общей теорией относительности.
Основным отличием СТО от классической механики является зависимость (наблюдаемых) пространственных и временных характеристик от скорости. Описываемые специальной теорией относительности отклонения в протекании физических процессов от предсказаний классической механики называют релятивистскими эффектами, а скорости, при которых такие эффекты становятся существенными, — релятивистскими скоростями.
Центральное место в специальной теории относительности занимают преобразования Лоренца, позволяющие преобразовывать пространственно-временные координаты событий при переходе от одной инерциальной системы отсчёта к другой, когда одна из них движется относительно другой с определённой скоростью.
Специальная теория относительности была создана Альбертом Эйнштейном в работе 1905 года «К электродинамике движущихся тел». Математический аппарат преобразований координат и времени между различными системами отсчёта (с целью сохранения уравнений электромагнитного поля) был ранее сформулирован французским математиком А. Пуанкаре (который и предложил их назвать «преобразованиями Лоренца»: сам Лоренц вывел до этого только приближённые формулы). А. Пуанкаре также первым показал, что эти преобразования можно геометрически представить как повороты в четырёхмерном пространстве-времени (опередив Г. Минковского), и показал, что преобразования Лоренца образуют группу (см. о роли Пуанкаре в создании теории относительности подробнее).
Непосредственно термин «теория относительности» был предложен М. Планком. В дальнейшем, после разработки А. Эйнштейном теории гравитации — общей теории относительности — к первоначальной теории начал применяться термин «специальная» или «частная» теория относительности (от нем. Spezielle Relativitätstheorie).

## Создание СТО
Предпосылкой к созданию теории относительности явилось развитие в XIX веке электродинамики.
Результатом обобщения и теоретического осмысления экспериментальных фактов и закономерностей в областях электричества и магнетизма стали уравнения Максвелла, описывающие свойства электромагнитного поля и его взаимодействие с зарядами и токами. В электродинамике Максвелла и фактологии астрономических наблюдений задолго до него, скорость распространения электромагнитных волн в вакууме относительно приёмника не зависит от скорости движения источника этих волн и равна скорости света. Независимость же скорости волн от скорости источника относительно самого источника только предполагалась, то есть была гипотетической. Однако с признанием обоих условий как "постулатов скорости света", уравнения Максвелла оказались неинвариантными относительно преобразований Галилея, что противоречило классической механике.
Специальная теория относительности была разработана в начале XX века усилиями Г. А. Лоренца, А. Пуанкаре, А. Эйнштейна
и других учёных
 (см. История теории относительности). Экспериментальной основой для создания СТО послужил опыт Майкельсона, подтвердивший первый постулат скорости света. Результаты оказались неожиданными для классической физики того времени: скорость света не зависит от направления (изотропность) и орбитального движения Земли вокруг Солнца. Попытка интерпретировать полученные данные вылилась в пересмотр классических представлений и привела к созданию специальной теории относительности.
При движении со скоростями, всё более приближающимися к скорости света, отклонение от законов классической динамики становится всё более существенным. Второй закон Ньютона, связывающий силу и ускорение, должен быть модифицирован в соответствии с принципами СТО. Также импульс и кинетическая энергия тела сложнее зависят от скорости, чем в нерелятивистском случае.
Специальная теория относительности получила многочисленные подтверждения на опыте и является верной теорией в своей области применимости
(см. Экспериментальные основания СТО). По меткому замечанию Л. Пэйджа, «в наш век электричества вращающийся якорь каждого генератора и каждого электромотора неустанно провозглашает справедливость теории относительности — нужно лишь уметь слушать».

## Основные понятия и постулаты СТО
Специальная теория относительности, как и любая другая физическая теория, может быть сформулирована на базе из основных понятий и постулатов (аксиом) и правил соответствия её физическим объектам.

### Основные понятия
Система отсчёта представляет собой некоторое материальное тело, выбираемое в качестве начала этой системы, способ определения положения объектов относительно начала системы отсчёта и способ измерения времени. Обычно различают системы отсчёта и системы координат. Добавление процедуры измерения времени к системе координат «превращает» её в систему отсчёта.
Инерциальная система отсчёта (ИСО) — такая система, относительно которой объект, не подверженный внешним воздействиям, движется равномерно и прямолинейно. Постулируется, что ИСО существуют, и любая система отсчёта, движущаяся относительно данной инерциальной системы равномерно и прямолинейно, также является ИСО.
Событием называется любой физический процесс, который может быть локализован в пространстве, и имеющий при этом очень малую длительность. Другими словами, событие полностью характеризуется координатами (x, y, z) и моментом времени t. Примерами событий являются: вспышка света, положение материальной точки в данный момент времени и т. п.
Обычно рассматриваются две инерциальные системы S и S'. Время и координаты некоторого события, измеренные в системе S, обозначаются как (t, x, y, z), а координаты и время этого же события, измеренные в системе S', как (t', x', y', z'). Удобно считать, что координатные оси систем параллельны друг другу, и система S' движется вдоль оси x системы S со скоростью v. Одной из задач СТО является поиск соотношений, связывающих (t', x', y', z') и (t, x, y, z), которые называются преобразованиями Лоренца.

### Синхронизация времени
В СТО постулируется возможность определения единого времени в рамках данной инерциальной системы отсчёта процедурой синхронизации двух часов, находящихся в произвольных точках ИСО.
Пусть от первых часов в момент времени {\displaystyle t_{1}} ко вторым посылается сигнал (не обязательно световой) с постоянной скоростью {\displaystyle u}. Сразу по достижении вторых часов сигнал отправляется обратно с той же постоянной скоростью {\displaystyle u} и достигает первых часов в момент времени {\displaystyle t_{2}}. Часы считаются синхронизированными, если выполняется соотношение {\displaystyle T=(t_{1}+t_{2})/2}, где {\displaystyle T}— показание вторых часов в момент прихода к ним сигнала от первых часов.
Предполагается, что такая процедура в данной инерциальной системе отсчёта может быть проведена для любых двух часов, так что справедливо свойство транзитивности: если часы A синхронизированы с часами B, а часы B синхронизированы с часами C, то часы A и C также окажутся синхронизированными.
В отличие от классической механики, единое время можно ввести только в рамках данной системы отсчёта. В СТО не предполагается, что время является общим для различных систем. В этом состоит основное отличие аксиоматики СТО от классической механики, в которой постулируется существование единого (абсолютного) времени для всех систем отсчёта.

### Согласование единиц измерения
Чтобы измерения, выполненные в различных ИСО, можно было между собой сравнивать, необходимо провести согласование единиц измерения между системами отсчёта. Так, единицы длины могут быть согласованы при помощи сравнения эталонов длины в перпендикулярном направлении к относительному движению инерциальных систем отсчёта. Например, это может быть кратчайшее расстояние между траекториями двух частиц, движущихся параллельно осям x и x' и имеющих различные, но постоянные координаты (y, z) и (y',z'). Для согласования единиц измерения времени можно использовать идентично устроенные часы, например, атомные.

### Постулаты СТО
В первую очередь в СТО, как и в классической механике, предполагается, что пространство и время однородны, а пространство также изотропно. Если быть более точным (современный подход), инерциальные системы отсчёта собственно и определяются как такие системы отсчёта, в которых пространство однородно и изотропно, а время однородно. По сути существование таких систем отсчёта постулируется.
Постулат 1 (принцип относительности Эйнштейна). Законы природы одинаковы во всех системах координат, движущихся прямолинейно и равномерно друг относительно друга. Это означает, что форма зависимости физических законов от пространственно-временных координат должна быть одинаковой во всех ИСО, то есть законы инвариантны относительно переходов между ИСО. Принцип относительности устанавливает равноправие всех ИСО.
Учитывая второй закон Ньютона (или уравнения Эйлера-Лагранжа в лагранжевой механике), можно утверждать, что если скорость некоторого тела в данной ИСО постоянна (ускорение равно нулю), то она должна быть постоянна и во всех остальных ИСО. Иногда это и принимают за определение инерциальных систем отсчёта.
Формально, принцип относительности Эйнштейна распространяет классический принцип относительности (Галилея) с механических на все физические явления. Однако, если учесть, что во времена Галилея физика заключалась собственно в механике, то и классический принцип тоже можно было считать распространяющимся на все физические явления. В том числе он должен распространяться и на электромагнитные явления, описываемые уравнениями Максвелла, которые выведены из эмпирически выявленных закономерностей. Однако, согласно последним, скорость распространения света является определённой величиной, не зависящей от скорости источника (по крайней мере в одной системе отсчёта). Из принципа относительности следует, что она не должна зависеть от скорости источника во всех ИСО в силу их равноправности. А значит, она должна быть постоянной во всех ИСО. В этом заключается суть второго постулата:
Постулат 2 (принцип постоянства скорости света). Скорость света в вакууме одинакова во всех системах координат, движущихся прямолинейно и равномерно друг относительно друга.
Принцип постоянства скорости света противоречит классической механике, а конкретно — закону сложения скоростей. При выводе последнего используется только принцип относительности Галилея и неявное допущение одинаковости времени во всех ИСО. Таким образом, из справедливости второго постулата следует, что время должно быть относительным — неодинаковым в разных ИСО. Необходимым образом отсюда следует и то, что «расстояния» также должны быть относительны. В самом деле, если свет проходит расстояние между двумя точками за некоторое время, а в другой системе — за другое время и притом с той же скоростью, то отсюда следует, что и расстояние в этой системе должно отличаться.
Световые сигналы не требуются при обосновании СТО. Хотя неинвариантность уравнений Максвелла относительно преобразований Галилея привела к построению СТО, последняя имеет более общий характер и применима ко всем видам взаимодействий и физических процессов. Фундаментальная константа {\displaystyle c}, возникающая в преобразованиях Лоренца, имеет смысл предельной скорости движения материальных тел. Численно она совпадает со скоростью света, однако этот факт, согласно современной квантовой теории поля (уравнения которой изначально строятся как релятивистски инвариантные) связан с безмассовостью электромагнитного поля (фотона). Даже если бы фотон имел отличную от нуля массу, преобразования Лоренца от этого бы не изменились. Поэтому имеет смысл различать фундаментальную константу — скорость {\displaystyle c} и скорость света {\displaystyle c_{em}}. Первая константа отражает общие свойства пространства и времени, тогда как вторая связана со свойствами конкретного взаимодействия.
Также используется постулат причинности: любое событие может оказывать влияние только на события, происходящие позже него, и не может оказывать влияние на события, произошедшие раньше него. Из постулата причинности и независимости скорости света от выбора системы отсчёта следует, что скорость любого сигнала не может превышать скорость света.

#### Альтернативные аксиоматики
После построения Эйнштейном СТО на основе вышеуказанных постулатов многие исследователи пытались отказаться от второго постулата вообще. Спустя 5 лет после известной статьи Эйнштейна 1905 года, благодаря работам Игнатовского, Ф.Франка и Г.Роте (см. исторический очерк) стал известен способ получения общего вида (с точностью до неопределённой константы) преобразований Лоренца без использования второго постулата. При «правильном» знаке неопределённого параметра эти преобразования совпадают с преобразованиями Лоренца. Из этого следует наличие максимальной скорости, одинаковой во всех ИСО. Тем не менее, знак этой константы из предложенных аксиом никак не следует. Предлагается оценивать значение параметра экспериментально. Чтобы измерить этот параметр, а значит, и фундаментальную скорость {\displaystyle c}, нет необходимости проводить электродинамические эксперименты. Можно, например, на основе измерений скорости одного и того же объекта в разных ИСО воспользоваться законом сложения скоростей с неопределённым параметром. Экспериментальное «вычисление» знака неопределённой константы фактически эквивалентно предположению о наличии максимальной скорости, то есть по существу второму постулату.
Тем не менее, попытки аксиоматизации, в том числе без второго постулата, предпринимались позднее и другими исследователями. Существуют также аксиоматики, которые не используют принцип относительности — а только принцип постоянства скорости света. Более подробно с ними можно ознакомиться в статье А. К. Гуца.

## Преобразования Лоренца
Пусть координатные оси двух инерциальных систем отсчёта {\displaystyle S} и {\displaystyle S'} параллельны друг другу, {\displaystyle (t,x,y,z)} — время и координаты некоторого события, наблюдаемого в системе отсчёта {\displaystyle S}, а {\displaystyle (t',x',y',z')} — время и координаты того же события в системе {\displaystyle S'}.
Общий вид преобразований Лоренца в векторном виде, когда скорость систем отсчёта имеет произвольное направление:
{\displaystyle t'=\gamma \cdot \left(t-{\frac {\mathbf {r} \mathbf {v} }{c^{2}}}\right),~~~~~~~~~~~~~~~~~~~\mathbf {r} '=\mathbf {r} -\gamma \mathbf {v} t+(\gamma -1)\,{\frac {(\mathbf {r} \mathbf {v} )\mathbf {v} }{v^{2}}}.}
где {\displaystyle \gamma =1/{\sqrt {1-\mathbf {v} ^{2}/c^{2}}}} — фактор Лоренца, {\displaystyle \mathbf {r} } и {\displaystyle \mathbf {r} '} — радиус-векторы события в системе {\displaystyle S} и {\displaystyle S'}.
Если сориентировать координатные оси по направлению относительного движения инерциальных систем (то есть в общие формулы подставить {\displaystyle \mathbf {r} \mathbf {v} =||\mathbf {r} ||||\mathbf {v} ||=rv}) и выбрать это направление в качестве оси {\displaystyle x} (то есть так, чтобы система {\displaystyle S'}двигалась равномерно и прямолинейно со скоростью {\displaystyle v} относительно {\displaystyle S} вдоль оси {\displaystyle x}), то преобразования Лоренца примут следующий вид:
{\displaystyle t'={\frac {t-{\frac {\displaystyle v}{\displaystyle c^{2}}}\,x}{\sqrt {1-{\frac {\displaystyle v^{2}}{\displaystyle c^{2}}}}}},~~~~~~~~~~~x'={\frac {x-vt}{\sqrt {1-{\frac {\displaystyle v^{2}}{\displaystyle c^{2}}}}}},~~~~~~~~~~~y'=y,~~~~~~~~~~~z'=z,}
где {\displaystyle c} — скорость света. При скоростях много меньше скорости света ({\displaystyle v\ll c}) преобразования Лоренца переходят в преобразования Галилея:
{\displaystyle t'=t,~~~~~~~~~~~x'=x-vt,~~~~~~~~~~~y'=y,~~~~~~~~~~~z'=z.}
Подобный предельный переход является отражением принципа соответствия, согласно которому более общая теория (СТО) имеет своим предельным случаем менее общую теорию (в данном случае — классическую механику).

### Вывод преобразований Лоренца
Существует множество способов вывода преобразований Лоренца. Рассмотрим один из вариантов.
Пусть начало координат системы {\displaystyle S'} (в силу однородности пространства это может быть любая покоящаяся в этой системе точка) движется относительно системы {\displaystyle S} со скоростью {\displaystyle v}. Соответственно, начало координат (покоящаяся точка) системы {\displaystyle S} движется в {\displaystyle S'} со скоростью {\displaystyle -v}. В целях упрощения изложения будем предполагать совпадение начал отсчёта обеих ИСО ({\displaystyle x'=x=0}, когда {\displaystyle t'=t=0}) и одинаковой ориентированности координатных осей. Пусть скорость системы {\displaystyle S'}({\displaystyle S}) направлена по оси {\displaystyle x} (против оси {\displaystyle x'}).
При относительном движении систем вдоль оси x можно считать, что {\displaystyle y'=y,z'=z}. Будем исследовать преобразования для одномерного пространства и рассматривать векторы двумерного пространства — времени {\displaystyle z=(x,t)}.

#### Линейность преобразований
В силу однородности пространства и времени, изотропности пространства и принципа относительности преобразования от одной ИСО к другой должны быть линейными. Линейность преобразований можно также вывести, предполагая, что если два объекта имеют одинаковые скорости относительно одной ИСО, то их скорости будут равны и в любой другой ИСО, (при этом необходимо использовать также слабые предположения о дифференцируемости и взаимной однозначности функций преобразования). Если использовать только «определение» ИСО: если некоторое тело имеет постоянную скорость относительно одной инерциальной системы отсчёта, то его скорость будет постоянна и относительно любой другой ИСО, то можно показать только, что преобразования между двумя ИСО должны быть дробно-линейными функциями координат и времени с одинаковым знаменателем.
Таким образом, если {\displaystyle \mathbf {x'} } — пространственно-временной вектор в системе {\displaystyle S'}, то будем предполагать, что {\displaystyle \mathbf {x} =A\mathbf {x'} }, где{\displaystyle A}— матрица искомого линейного преобразования, зависящая только от относительной скорости рассматриваемых ИСО, то есть {\displaystyle A=A(v)}. Тогда линейное преобразование и закон сложения скоростей имеют следующий общий вид (структуру):
{\displaystyle A(v)=\gamma (v){\begin{pmatrix}1&v\\\beta (v)&1\\\end{pmatrix}},}
{\displaystyle u'+v=u(u'\beta (v)+1).}
Рассмотрим движение точки из начала координат относительно системы {\displaystyle S'} с постоянной скоростью {\displaystyle u'} . Тогда для компонент столбцов {\displaystyle \mathbf {x} =(ut,t)^{T},\mathbf {x'} =(u't',t')^{T}} и матрицы линейного преобразования {\displaystyle A(v)={\begin{pmatrix}a_{11}&a_{12}\\a_{21}&a_{22}\\\end{pmatrix}}} выполнены равенства:
{\displaystyle (a_{11}u'+a_{12})t'=ut,\qquad (a_{21}u'+a_{22})t'=t.}
Подставив {\displaystyle t} из второго равенства в первое, получим закон сложения скоростей в следующем виде:
{\displaystyle a_{11}u'+a_{12}=u(u'a_{21}+a_{22}).}
По определению начало координат системы отсчёта {\displaystyle S'} движется относительно системы {\displaystyle S} со скоростью {\displaystyle v}, а значит, начало координат системы отсчёта {\displaystyle S} движется  относительно {\displaystyle S'} со скоростью {\displaystyle -v};  если {\displaystyle u'=0}, то {\displaystyle u=v}, а если {\displaystyle u=0}, то {\displaystyle u'=-v}. Учитывая это, получим
{\displaystyle a_{12}=va_{22},~~a_{12}=va_{11}}.
Обозначив {\displaystyle \gamma =a_{11}=a_{22}}, получим
{\displaystyle a_{12}=v\gamma }.
Введём также обозначение {\displaystyle \beta =a_{21}/\gamma }. Отсюда получаем вид преобразования
{\displaystyle A(v)={\begin{pmatrix}a_{11}&a_{12}\\a_{21}&a_{22}\\\end{pmatrix}}={\begin{pmatrix}\gamma &v\gamma \\\gamma \beta &\gamma \\\end{pmatrix}}=\gamma (v){\begin{pmatrix}1&v\\\beta (v)&1\\\end{pmatrix}}},
```
и закона сложения скоростей
```

{\displaystyle a_{11}u'+a_{12}=u(u'a_{21}+a_{22}),}
{\displaystyle \gamma u'+v\gamma =u(u'\beta \gamma +\gamma ),}
{\displaystyle u'+v=u(u'\beta +1).}
Отметим, что если дополнительно  предположить {\displaystyle t=t'}, то можно сразу получить классический закон сложения скоростей и преобразования Галилея. Однако это предположение противоречит второму постулату.
Уже на этой стадии можно получить окончательный вид функции {\displaystyle \beta (v)}, используя второй постулат.
Другой способ состоит в рассмотрении свойств матрицы преобразования, которые следуют из принципа относительности и изотропности пространства. Эти свойства позволяют получить окончательный вид обеих функций {\displaystyle \gamma (v)}и {\displaystyle \beta (v)}. Далее приводится этот способ.

#### Свойства матрицы преобразования
Очевидно, если {\displaystyle \mathbf {x} =A\mathbf {x'} }, то {\displaystyle \mathbf {x'} =A^{-1}\mathbf {x} }. Поскольку преобразования должны быть одинаковыми для всех ИСО (принцип относительности), то {\displaystyle A^{-1}(v)=A(-v)}, так как если система {\displaystyle S'} движется относительно {\displaystyle S} со скоростью {\displaystyle v}, то это означает, что система {\displaystyle S} движется относительно {\displaystyle S'} со скоростью {\displaystyle -v}. Таким образом
{\displaystyle A(v)A(-v)=I.}
Подставив в это соотношение общий вид искомой матрицы {\displaystyle A}, получим
{\displaystyle \gamma (v)\gamma (-v)={\frac {1}{1-v\beta (v)}},}
где {\displaystyle \beta (v)} — нечётная функция.
В самом деле:
{\displaystyle A(v)A(-v)=\gamma (v)\gamma (-v){\begin{pmatrix}1&v\\\beta (v)&1\\\end{pmatrix}}{\begin{pmatrix}1&-v\\\beta (-v)&1\\\end{pmatrix}}=\gamma (v)\gamma (-v){\begin{pmatrix}1+v\beta (-v)&-v+v\\\beta (v)+\beta (-v)&1-v\beta (v)\\\end{pmatrix}}.}
Поскольку левая часть есть единичная матрица, то из этого следует, что {\displaystyle \beta (-v)=-\beta (v)} (нечётность) и {\displaystyle \gamma (v)\gamma (-v)(1-v\beta (v))=1}. Следовательно
{\displaystyle \gamma (v)\gamma (-v)={\frac {1}{1-v\beta (v)}}.}
В силу изотропности пространства, смена координатных осей в противоположную сторону не должна влиять на вид зависимости между координатами в разных системах.
Выбрав произвольный вектор {\displaystyle (x',0)}, в другой системе отсчёта получим {\displaystyle x=\gamma (v)x'}. Поменяв координатную ось {\displaystyle x} на противоположную в обеих системах, получим {\displaystyle -x=\gamma (-v)(-x')}. В силу изотропности пространства, изменение направления не изменяет зависимость между координатами. Поэтому {\displaystyle \gamma (v)=\gamma (-v)} — чётная функция. Следовательно, {\displaystyle \gamma ^{2}(v)=1/(1-v\beta (v))}. Поскольку при {\displaystyle v=0} преобразование {\displaystyle x=\gamma (v)x'}должно быть тождественным{\displaystyle (x'=Ix)}, то {\displaystyle \gamma (0)=1}. В силу чётности вещественная функция {\displaystyle \gamma (v)}неотрицательна в окрестности точки {\displaystyle v=0} (границы окрестности определяются из равенства {\displaystyle (1-v\beta (v))=0}). Следовательно, при взятии квадратного корня необходимо использовать только положительный знак: {\displaystyle \gamma (v)=1/{\sqrt {1-v\beta (v)}}}.
Тем самым остаётся только уточнить функцию {\displaystyle \beta (v)}. Это можно сделать сразу, воспользовавшись вторым постулатом. Однако из принципа относительности следует, что эта функция должна иметь вид {\displaystyle \beta (v)=\alpha v}, где {\displaystyle \alpha } — параметр, не зависящий от {\displaystyle v}.
В самом деле, из принципа относительности следует, что преобразование координат от системы {\displaystyle S_{1}} к системе {\displaystyle S_{2}}, а затем к {\displaystyle S_{3}} эквивалентно преобразованию от {\displaystyle S_{1}} непосредственно к {\displaystyle S_{3}}, причём законы преобразования одинаковы и зависят только от относительных скоростей этих систем. То есть
{\displaystyle A(v_{3})=A(v_{1})A(v_{2}).}
Подставим в это выражение полученный вид матрицы A:
{\displaystyle A(v_{3})=\gamma (v_{3}){\begin{pmatrix}1&v_{3}\\\beta (v_{3})&1\\\end{pmatrix}}=\gamma (v_{1})\gamma (v_{2}){\begin{pmatrix}1&v_{1}\\\beta (v_{1})&1\\\end{pmatrix}}{\begin{pmatrix}1&v_{2}\\\beta (v_{2})&1\\\end{pmatrix}}=\gamma (v_{1})\gamma (v_{2}){\begin{pmatrix}1+v_{1}\beta (v_{2})&v_{1}+v_{2}\\\beta (v_{1})+\beta (v_{2})&1+v_{2}\beta (v_{1})\\\end{pmatrix}}.}
Учитывая, что в первой матрице диагональные элементы одинаковы, то они должны быть одинаковы и в последней матрице, откуда следует, что {\displaystyle 1+v_{1}\beta (v_{2})=1+v_{2}\beta (v_{1})}. Следовательно,
{\displaystyle \beta (v_{1})/v_{1}=\beta (v_{2})/v_{2}}
для произвольных скоростей {\displaystyle v_{1}} и {\displaystyle v_{2}}. Это означает, что {\displaystyle \beta (v)/v=\alpha =const} — постоянная величина, не зависящая от скорости {\displaystyle v}.
Следовательно, матрица преобразования и закон сложения скоростей имеют следующий вид (с точностью до неопределённого параметра {\displaystyle \alpha }):
{\displaystyle A(v)=\gamma (v){\begin{pmatrix}1&v\\\alpha v&1\\\end{pmatrix}},} {\displaystyle \gamma (v)={\frac {1}{\sqrt {1-\alpha v^{2}}}}} и закон сложения скоростей {\displaystyle u={\frac {u'+v}{1+\alpha u'v}}.}
Численное значение параметра {\displaystyle \alpha } и её знак невозможно вывести из вышеуказанных предположений. Для этого необходимо либо дополнительное предположение (из которого будет следовать знак {\displaystyle \alpha }), либо обращение к эксперименту (последнее необходимо в любом случае для установления конкретного значения {\displaystyle \alpha }). Если {\displaystyle \alpha =0}, то получим классические преобразования Галилея; если {\displaystyle \alpha >0}, то получаем искомые преобразования Лоренца (введя обозначение {\displaystyle \alpha =1/c^{2}}). Из дальнейшего будет ясно, что в этом случае константа {\displaystyle c} имеет смысл максимальной скорости движения любого объекта.

#### Использование второго постулата
Из второго постулата и закона сложения скоростей следует, что {\displaystyle \alpha =1/c^{2}}и если {\displaystyle u'=c}, то {\displaystyle u=c}.
Согласно второму постулату если {\displaystyle u'=\pm c}, то {\displaystyle u=c}. Поэтому из закона сложения скоростей  следует, что {\displaystyle c={\frac {c+v}{1+\alpha cv}}}, следовательно:
{\displaystyle c+\alpha c^{2}v=c+v}
Откуда, {\displaystyle \alpha =1/c^{2}}.
Подставляя значения {\displaystyle u'=c,u=-c}, получим
{\displaystyle \alpha ={\frac {v-2c}{c^{2}v}}},
то есть {\displaystyle \alpha } зависит от скорости {\displaystyle v}, что противоречит доказанной в предыдущем пункте независимости параметра от скорости.
Следовательно, если свет распространяется в направлении оси {\displaystyle x'} относительно системы отсчёта {\displaystyle K'}, движущейся относительно системы {\displaystyle K} по оси {\displaystyle x}, то и относительно системы отсчёта {\displaystyle K} по оси {\displaystyle x} свет распространяется в том же направлении.
Таким образом, окончательно получаем матрицу преобразования координатно-временного вектора {\displaystyle (x',t')^{T}} и формулу преобразования скорости {\displaystyle u'} (закон сложения скоростей) при переходе от системы отсчёта {\displaystyle S'}к системе {\displaystyle S}:
{\displaystyle A(v)={\frac {1}{\sqrt {1-v^{2}/c^{2}}}}{\begin{pmatrix}1&v\\v/c^{2}&1\\\end{pmatrix}}}, {\displaystyle u={\frac {u'+v}{1+u'v/c^{2}}}.}
Для получения обратных преобразований (от {\displaystyle S} к {\displaystyle S'}) достаточно вместо скорости {\displaystyle v} подставить {\displaystyle -v} и поменять местами {\displaystyle u'} и {\displaystyle u}.

### Интервал
Интервалом между произвольными событиями называется квадратный корень следующей величины:
{\displaystyle \Delta s^{2}=c^{2}\Delta t_{}^{2}-\Delta x^{2}-\Delta y^{2}-\Delta z^{2},}
где {\displaystyle \Delta t=t_{2}-t_{1},~\Delta x=x_{2}-x_{1},~\Delta y=y_{2}-y_{1},~\Delta z=z_{2}-z_{1}} — являются разностями времён и координат двух событий. Непосредственной подстановкой преобразований Лоренца можно убедиться, что интервал оказывается одинаковым во всех ИСО. Инвариантность интервала означает, что он имеет одинаковое значение в любых инерциальных системах отсчёта: {\displaystyle \Delta s^{2}=\Delta s'^{2}.}
Если {\displaystyle \Delta s^{2}>0,}, то говорят, что события разделены времениподобным интервалом; если {\displaystyle \Delta s^{2}<0}, то пространственноподобным интервалом. Наконец, если {\displaystyle \Delta s^{2}=0,} то такие интервалы называются светоподобными.
Про события, интервал между которыми времениподобен или светоподобен, всегда можно сказать, что одно событие произошло до другого (то есть эти события можно упорядочить во времени, и их последовательность будет одинаковой в любой ИСО). Эти события могут быть связаны причинно-следственными связями.
В событиях, интервал между которыми пространственноподобен, нет определённой последовательности: если в одной системе отсчёта два события произошли в моменты времени {\displaystyle t_{1}<t_{2},} то можно найти другую инерциальную систему отсчёта (двигающуюся относительно первой с определённой скоростью {\displaystyle v}), в которой события произошли в моменты времени в другом порядке: {\displaystyle t_{1}'>t_{2}'.} Такие события не могут быть связаны причинно-следственными связями.
Светоподобный интервал соответствует событиям, которые могут быть связаны сигналом, распространяющимся со скоростью света. Уравнение для светоподобного интервала {\displaystyle \Delta s^{2}=0,} записанное в виде {\displaystyle \Delta s^{2}=c^{2}\Delta t_{}^{2}-\Delta x^{2}-\Delta y^{2}-\Delta z^{2},} задаёт конус, называемый световым конусом данного события; на световом конусе находятся все точки в прошлом и будущем, которые можно связать световым сигналом с данным событием.
Перечисленные свойства можно вывести из преобразований Лоренца, если записать их в виде:
{\displaystyle (t_{2}'-t'_{1})={\frac {(t_{2}-t_{1})-{\frac {v}{c^{2}}}(x_{2}-x_{1})}{\sqrt {1-{\frac {v^{2}}{c^{2}}}}}}}
Знак интервала, вообще говоря, можно выбрать произвольно. В первоначальной версии интервал записывался с обратным знаком (то есть пространственные координаты со знаком «+», а временная — «−»). В современной литературе чаще используют вышеприведённую формулу.
Сами преобразования Лоренца можно получить из их линейности и требования инвариантности интервала.
Рассмотрим для простоты также случай одномерного пространства. Инвариантность интервала означает, что {\displaystyle x^{2}-(ct)^{2}=x'^{2}-(ct')^{2}.} Подставим в это выражение линейные преобразования:
{\displaystyle x=a_{11}x'+a_{12}ct',}
{\displaystyle ct=a_{21}x'+a_{22}ct'.}
Получим
{\displaystyle x^{2}-(ct)^{2}=(a_{11}x'+a_{12}ct')^{2}-(a_{21}x'+a_{22}ct')^{2}=(a_{11}^{2}-a_{21}^{2})x'^{2}-(a_{22}^{2}-a_{12}^{2})(ct')^{2}+2(a_{11}a_{12}-a_{21}a_{22})x'ct'=x'^{2}-(ct')^{2}.}
Поскольку {\displaystyle x'} и {\displaystyle ct'} произвольны, то коэффициенты левой и правой частей должны быть тождественно равны. Следовательно,
{\displaystyle a_{11}^{2}-a_{21}^{2}=1,a_{22}^{2}-a_{12}^{2}=1,a_{11}a_{12}-a_{21}a_{22}=0.}
Из последнего равенства следует, что {\displaystyle a_{22}/a_{11}=a_{12}/a_{21}.} Обозначим  указанное отношение {\displaystyle \alpha .} Кроме этого, обозначим {\displaystyle a_{11}=\gamma ,\,a_{21}=b.} Тогда {\displaystyle a_{22}=\alpha \gamma ,\,a_{12}=\alpha b,} и первые два соотношения можно записать как
{\displaystyle \gamma ^{2}-b^{2}=1,\alpha ^{2}\gamma ^{2}-\alpha ^{2}b^{2}=1.}
Отсюда следует, что, во-первых, {\displaystyle \alpha ^{2}=1,} во-вторых, {\displaystyle \gamma ^{2}-b^{2}=1,} откуда можно записать {\displaystyle \gamma ^{2}=1/(1-b^{2}/\gamma ^{2}).} Наконец, введя для удобства обозначение {\displaystyle \beta =b/\gamma ,} получим:
{\displaystyle A={\begin{pmatrix}\gamma &\pm \gamma \beta \\\gamma \beta &\pm \gamma \\\end{pmatrix}}=\gamma {\begin{pmatrix}1&\pm \beta \\\beta &\pm 1\\\end{pmatrix}},\,\gamma =\pm {\frac {1}{\sqrt {1-\beta ^{2}}}},}
причём знаки в матрице либо положительные, либо отрицательные одновременно. Знак в формуле для {\displaystyle \gamma } необходимо выбрать положительный, поскольку при нулевой относительной скорости систем матрица A должна быть единичной (системы в этом случае идентичны и преобразования тождественные). Но если бы коэффициент в γ был бы отрицательным, это было бы невозможно (верхний диагональный элемент был бы равен −1, а должен быть равен +1). Поэтому однозначно можно утверждать, что {\displaystyle \gamma } — положительное число.
Что касается знаков внутри матрицы и собственно значения {\displaystyle \beta ,} то их можно установить, если взять начало координат системы {\displaystyle S'} — вектор {\displaystyle (0,ct')} — и преобразовать его к системе {\displaystyle S} и использовать соглашение о скорости движения {\displaystyle v}:
{\displaystyle {\begin{pmatrix}vt\\ct\\\end{pmatrix}}=\gamma {\begin{pmatrix}1&\pm \beta \\\beta &\pm 1\\\end{pmatrix}}{\begin{pmatrix}0\\ct'\\\end{pmatrix}}=\pm \gamma {\begin{pmatrix}\beta ct'\\ct'\\\end{pmatrix}}.}
Разделив первое уравнение этой системы на второе, получим {\displaystyle \beta =v/c.} Что касается знака, то ввиду положительности времени из второго уравнения следует, что знак должен быть положительным. Таким образом, окончательно имеем:
{\displaystyle A=\gamma {\begin{pmatrix}1&v/c\\v/c&1\\\end{pmatrix}},\gamma ={\frac {1}{\sqrt {1-v^{2}/c^{2}}}}.}

### Геометрический подход

#### Четырёхмерное пространство-время
По своей форме интервал (особенно в первоначальной записи) напоминает расстояние в евклидовом пространстве, однако он имеет различный знак у пространственных и временных составляющих события. Следуя Минковскому и более ранней работе Пуанкаре, можно постулировать существование единого метрического четырёхмерного пространства-времени с 4-координатами {\displaystyle (ct,x,y,z)}. В простейшем случае плоского пространства метрика, определяющая расстояние между двумя бесконечно близкими точками, может быть евклидовой или псевдоевклидовой. Последний случай соответствует специальной теории относительности. Говорят, что интервал задаёт расстояние в псевдоевклидовом четырёхмерном пространстве-времени. Его также называют пространством-временем Минковского.
Наиболее «простой» способ понимания и вывода преобразований Лоренца при таком подходе может быть получен, если записать интервал (с обратным знаком), используя «мнимую» координату времени {\displaystyle ict}:
{\displaystyle \Delta s^{2}=\Delta x^{2}+\Delta y^{2}+\Delta z^{2}-c^{2}\Delta t^{2}=\Delta x^{2}+\Delta y^{2}+\Delta z^{2}+\Delta (ict)^{2},}
Тогда интервал выглядит как обычное евклидово расстояние между точками в четырёхмерном пространстве. Как было показано, интервал должен сохраняться при переходе между ИСО, следовательно, это могут быть либо параллельные переносы и инверсии (что не интересно), либо повороты в этом пространстве. Преобразования Лоренца играют роль поворотов в таком пространстве. Вращения базиса в четырёхмерном пространстве-времени, смешивающие временную и пространственные координаты 4-векторов, выглядят как переход в движущуюся систему отсчёта и похожи на вращения в обычном трёхмерном пространстве. При этом естественно изменяются проекции четырёхмерных интервалов между определёнными событиями на временную и пространственные оси системы отсчёта, что и порождает релятивистские эффекты изменения временных и пространственных интервалов. Именно инвариантная структура этого пространства, задаваемая постулатами СТО, не меняется при переходе от одной инерциальной системы отсчёта к другой. Используя только две пространственные координаты (x, y), четырёхмерное пространство можно изобразить в координатах (t, x, y). События, связанные с событием начала координат (t=0, x=y=0) световым сигналом (светоподобный интервал), лежат на так называемом световом конусе (см. рисунок справа).
В первоначальной версии Минковского (с мнимым временем) формулы преобразований Лоренца выводятся довольно просто — они следуют из известных формул поворотов в евклидовом пространстве.
Для этого достаточно понять, что тангенс угла между лучом, исходящим из начала координат (изображающий равномерное и прямолинейное движение), и осью {\displaystyle ict} равен:
{\displaystyle \mathbf {tg} \phi =v/ic=-iv/c.}
Уже из этого можно вывести закон сложения скоростей, используя формулу тангенса суммы углов (тангенс угла между двумя лучами, выражающими движения с некоторыми скоростями в данной системе, и выражает их относительную скорость движения). Если угол между системами равен {\displaystyle \psi }, а угол между лучом движущегося тела и лучом системы {\displaystyle S'} равен {\displaystyle \phi '}, тогда для скорости тела u относительно системы S имеем:
{\displaystyle u/ic=\mathbf {tg} \phi =\mathbf {tg} (\phi '+\psi )={\frac {\mathbf {tg} \phi '+\mathbf {tg} \psi }{1-\mathbf {tg} \phi '\mathbf {tg} \psi }}={\frac {u'/ic+v/ic}{1+u'v/c^{2}}}.}
Сократив {\displaystyle ic}, получим закон сложения скоростей (заметим, что без i - в знаменателе получился бы "-").
Также несложно вывести выражения для косинуса и синуса угла:
{\displaystyle \cos \phi =1/{\sqrt {1+tg^{2}\phi }}=1/{\sqrt {1-v^{2}/c^{2}}}=\gamma (v),}
{\displaystyle \sin \phi =tg\phi \cos \phi =-iv/c\gamma .}
Учитывая общую формулу поворотов в плоскости {\displaystyle (x,ict)} в евклидовом пространстве, получим:
{\displaystyle x=x'\cos \phi +ict'\sin \phi =\gamma (x'+vt'),}
{\displaystyle ict=ict'\cos \phi -x'\sin \phi =\gamma (ict'+ivx'/c).}
Разделив последнее на {\displaystyle ic}, получим
{\displaystyle t=\gamma (t'+vx'/c^{2}).}
Однако современный подход заключается во введении четырёхмерного пространства-времени (с вещественной осью времени {\displaystyle ct}) с псевдометрикой. В таком пространстве формулы поворотов имеют аналогичный вид, однако вместо тригонометрических функций нужно использовать гиперболические.
В таком пространстве {\displaystyle th\phi =v/c}. Закон сложения скоростей:
{\displaystyle u/c=th\phi =th(\phi '+\psi )={\frac {th\phi '+th\psi }{1+th\phi 'th\psi }}={\frac {u'/c+v/c}{1+vu'/c^{2}}}.}
Сократив скорость света, получим искомый закон сложения скоростей.
Повороты в этом пространстве в плоскости {\displaystyle (x,ct)} описываются следующим образом
{\displaystyle x=x'ch\phi +ct'sh\phi ,}
{\displaystyle ct=ct'ch\phi +x'sh\phi .}
Учитывая, что {\displaystyle ch\phi ={\frac {1}{\sqrt {1-th^{2}\phi }}}={\frac {1}{\sqrt {1-v^{2}/c^{2}}}}=\gamma (v)} и {\displaystyle sh\phi =th\phi ch\phi =\gamma (v)v/c}, получим искомые преобразования Лоренца.
Геометрический подход Минковского и Пуанкаре был развит в 1914 году А. Роббом, который положил в основу аксиоматического построения СТО понятие о следовании событий. Данный подход был в дальнейшем развит А. Д. Александровым в работах 50-х—70-х годов. Базовая аксиоматика предполагает, что пространство-время является, во-первых, четырёхмерным связным односвязным локально-компактным хаусдорфовым топологическим пространством с определённой на нём группой параллельных переносов (формально — транзитивной коммутативной группой гомеоморфизмов пространства на себя). Это означает, что оно является аффинным пространством с этой группой переносов. Во-вторых — и это самый принципиальный момент — каждой точке пространства-времени сопоставлены подмножества (содержащие, кроме этой точки, также и другие) так называемые «области воздействия» (или следования, последующих событий) точки — такие, что для любой другой точки области воздействия её область воздействия входит в область воздействия данной точки. Данное предположение вводит отношение частичного порядка в пространстве времени — отношение следования или причинности. Данное отношение позволяет ввести понятие ограниченного множества (в смысле этого отношения порядка). Формально-математическим аналогом второго постулата СТО (ограниченности скорости передачи воздействия) в данном случае будет предположение об ограниченности пересечения «последующего» множества данной точки и «предшествующего» множества любой «последующей» точки. Эти предположения являются базовыми. Тем не менее, этих предположений оказывается недостаточно для получения преобразований Лоренца. Приходится делать дополнительные предположения о существовании группы взаимно-однозначных отображений, обладающих определёнными свойствами по отношению к «областям воздействия». Вместе с этими дополнительными аксиомами указанная группа отображений фактически является группой Лоренца и тем самым могут быть введены декартовы координаты, псевдометрика и собственно явный вид преобразований Лоренца.
Геометрическая интерпретация пространства-времени позволяет формулировать СТО в ковариантной форме (см. ниже) на основе тензорного анализа. Именно геометрическая интерпретация является основой для обобщения теории относительности (общая теория относительности).

#### Пространство скоростей
Возможен ещё один подход, в котором постулируется геометрическая структура пространства скоростей. Каждая точка такого пространства соответствует некоторой инерциальной системе отсчёта, а расстояние между двумя точками — модулю относительной скорости между ИСО. В силу принципа относительности все точки такого пространства должны быть равноправными, а, следовательно, пространство скоростей является однородным и изотропным. Если его свойства задаются римановой геометрией, то существует три и только три возможности: плоское пространство, пространство постоянной положительной и отрицательной кривизны. Первый случай соответствует классическому правилу сложения скоростей. Пространство постоянной отрицательной кривизны (пространство Лобачевского) соответствует релятивистскому правилу сложения скоростей и специальной теории относительности.

### Групповой подход
Преобразования от одной системы отсчёта к другой можно построить на аксиоматической основе, без уточнения структуры пространства-времени. Для этого вводят понятие множества «событий» {\displaystyle M}. Инерциальные системы отсчёта представляют собой некоторые отображения {\displaystyle S} (взаимно-однозначные) «событий» в {\displaystyle R^{4}} — в четырёхмерное арифметическое пространство. Первые три числа — пространственные компоненты, последняя — время. Среди подмножеств {\displaystyle M} выделяются инерциальные движения {\displaystyle I}, которые определяются как подмножества, которые отображаются (при отображении {\displaystyle S}) в векторы, пространственные компоненты которого связаны с временной следующим образом {\displaystyle x_{i}=a_{i}+v_{i}t}, где коэффициенты — константы. В частности, если все {\displaystyle v_{i}=0}, то имеем покоящееся «инерциальное движение» (покоящееся тело). Собственно сами преобразования от системы {\displaystyle S'} к {\displaystyle S} представляют собой композицию {\displaystyle P=SS'^{-1}}.
Далее необходимо формализовать понятие движения одной ИСО относительно другой. Говорят, что {\displaystyle S'} покоится относительно S, если «покоящееся тело» в {\displaystyle S'} также покоится и в {\displaystyle S}. В противном случае говорят, что {\displaystyle S'} движется относительно {\displaystyle S}. В первую очередь предполагается, что существуют ИСО, движущиеся относительно друг друга (аксиома 1).
Далее определим линейное преобразование {\displaystyle \phi } в {\displaystyle R^{4}}, пространственная часть матрицы которой представляет собой ортогональное преобразование, а из временной (четвёртая строка и четвёртый столбец) диагональный элемент равен 1, остальные нулю. Назовём это преобразование «пространственным поворотом» (чем он по сути и является). Предполагается (аксиома 2а), что для всякой системы отсчёта {\displaystyle S'} существует система {\displaystyle S}, преобразование {\displaystyle P} к которой представляет собой некоторый пространственный поворот {\displaystyle \phi }, в частности (аксиома 2б), если {\displaystyle S'} покоится относительно некоторой системы {\displaystyle S}, то соответствующее преобразование {\displaystyle P} является некоторым пространственным поворотом. Кроме этого, предполагается (аксиома 3), что для всякого инерциального движения {\displaystyle I} существует другое инерциальное движение {\displaystyle I'}, которое отображается в данной системе отсчёта {\displaystyle S} одинаково с точностью до некоторого пространственного поворота.
Наконец ещё одно предположение (аксиома 4) заключается в том, что для всякого преобразования {\displaystyle P} между некоторыми инерциальными системами и для произвольной системы {\displaystyle S} найдётся такая система отсчёта {\displaystyle S'}, что преобразование от {\displaystyle S'} к {\displaystyle S} тождественно преобразованию {\displaystyle P}.
Оказывается, такая система аксиом приводит к тому что группа {\displaystyle G} преобразований {\displaystyle P} может быть либо галилеевой, либо имеет вещественный параметр {\displaystyle c>0}, что совпадает с неоднородной группой Лоренца.

## Следствия преобразований Лоренца

### Сложение скоростей
Непосредственным следствием преобразований Лоренца является релятивистское правило сложения скоростей. Если некоторый объект имеет компоненты скорости {\displaystyle (u_{x},u_{y},u_{z})} относительно системы {\displaystyle S} и {\displaystyle (u'_{x},u'_{y},u'_{z})} — относительно {\displaystyle S'}, то они связаны равенствами:
{\displaystyle u'_{x}={\frac {u_{x}-v}{1-u_{x}v/c^{2}}},~~~~~~~~~~u'_{y}={\frac {u_{y}{\sqrt {1-v^{2}/c^{2}}}}{1-u_{x}v/c^{2}}},~~~~~~~~~~u'_{z}={\frac {u_{z}{\sqrt {1-v^{2}/c^{2}}}}{1-u_{x}v/c^{2}}}.}
Повороты в пространстве-времени с вещественной осью ct  плоскости {\displaystyle (x,ct)} описываются так
{\displaystyle x=x'ch\phi +ct'sh\phi ,}
{\displaystyle ct=ct'ch\phi +x'sh\phi .}
Учитывая, что  {\displaystyle th\phi =v/c} и {\displaystyle ch\phi ={\frac {1}{\sqrt {1-th^{2}\phi }}}={\frac {1}{\sqrt {1-v^{2}/c^{2}}}}=\gamma (v)} и {\displaystyle sh\phi =th\phi ch\phi =\gamma (v)v/c}
```
получим

  

    

      

        
u

        

          
/

        

        
c

        
=

        
t

        
h

        
ϕ

        
=

        
t

        
h

        
(

        

          
ϕ

          
′

        

        
+

        
ψ

        
)

        
=

        

          

            

              
t

              
h

              

                
ϕ

                
′

              

              
+

              
t

              
h

              
ψ

            

            

              
1

              
+

              
t

              
h

              

                
ϕ

                
′

              

              
t

              
h

              
ψ

            

          

        

        
=

        

          

            

              

                
u

                
′

              

              

                
/

              

              
c

              
+

              
v

              

                
/

              

              
c

            

            

              
1

              
+

              
v

              

                
u

                
′

              

              

                
/

              

              

                
c

                

                  
2

                

              

            

          

        

      

    

    
{\displaystyle u/c=th\phi =th(\phi '+\psi )={\frac {th\phi '+th\psi }{1+th\phi 'th\psi }}={\frac {u'/c+v/c}{1+vu'/c^{2}}}}

  

```

Умножая на скорость света, получим закон сложения скоростей.
В этих соотношениях относительная скорость {\displaystyle v} движения системы отсчёта {\displaystyle S'} направлена вдоль оси {\displaystyle x}.
Если объект движется со скоростью света {\displaystyle u_{x}=c\ } вдоль оси x относительно системы {\displaystyle S}, то такая же скорость у него будет и относительно {\displaystyle S'}: {\displaystyle u'_{x}=c\ }. Это означает, что скорость {\displaystyle c} является инвариантной (одинаковой) во всех ИСО.
Релятивистское сложение скоростей, как и преобразования Лоренца, при малых скоростях ({\displaystyle v\ll c}) переходит в классический закон сложения скоростей.

### Замедление времени
Если часы неподвижны в системе {\displaystyle \textstyle S'}, то для двух последовательных событий, фиксируемых в некоторой точке системы {\displaystyle \textstyle S'}, имеет место {\displaystyle \textstyle \Delta x'=0}. Из преобразования Лоренца {\displaystyle x'={\frac {x-vt}{\sqrt {1-{\frac {\displaystyle v^{2}}{\displaystyle c^{2}}}}}}} следует, что такие часы перемещаются относительно системы {\displaystyle \textstyle S} по закону {\displaystyle \textstyle \Delta x=v\Delta t}. Поэтому из преобразования {\displaystyle t'={\frac {t-{\frac {\displaystyle v}{\displaystyle c^{2}}}\,x}{\sqrt {1-{\frac {\displaystyle v^{2}}{\displaystyle c^{2}}}}}}} для интервалов времени, измеряемых наблюдателями в системах {\displaystyle \textstyle S'} и {\displaystyle \textstyle S}, следует соотношение
{\displaystyle \Delta t'=\Delta t\cdot {\sqrt {1-{\frac {v^{2}}{c^{2}}}}}.}
В этой формуле интервал времени {\displaystyle \textstyle \Delta t'} (интервал собственного времени) измеряется часами, покоящимися в системе {\displaystyle \textstyle S'}, которая движется относительно системы {\displaystyle \textstyle S}. Он сравнивается с интервалом {\displaystyle \textstyle \Delta t} нескольких различных, синхронно идущих часов, расположенных в системе {\displaystyle \textstyle S}. Поскольку {\displaystyle \Delta t>\Delta t'} при {\displaystyle v\neq 0}, то это означает, что часы в системе отсчёта {\displaystyle S}, движущиеся относительно системы {\displaystyle S'}со скоростью {\displaystyle -v}, идут медленнее часов в {\displaystyle S'}. С этим эффектом связан так называемый парадокс близнецов.
Если часы движутся с переменной скоростью {\displaystyle \mathbf {u} (t)} относительно инерциальной системы отсчёта, то время, измеряемое ими в сопутствующей системе отсчёта, где часы покоятся (собственное время), может быть вычислено по формуле:
{\displaystyle t'=\int \limits _{0}^{t}{\sqrt {1-\mathbf {u} ^{2}(t)/c^{2}}}\cdot dt,}
где суммируются интервалы времени в локально инерциальных системах отсчёта.

### Относительность одновременности
Если два разнесённых в пространстве события (например, вспышки света) происходят одновременно в движущейся со скоростью {\displaystyle v>0} системе отсчёта {\displaystyle S'}, то они будут неодновременными относительно «неподвижной» системы {\displaystyle S\ }. При {\displaystyle \Delta t'=0} из преобразований Лоренца следует
{\displaystyle \Delta t={\frac {v}{c^{2}}}\Delta x.}
Если {\displaystyle \Delta x=x_{2}-x_{1}>0}, то и {\displaystyle \Delta t=t_{2}-t_{1}>0}. Это означает что, с точки зрения неподвижного наблюдателя в системе {\displaystyle S\ }, левое событие в точке {\displaystyle x_{1}} происходит раньше правого в точке {\displaystyle x_{2}}{\displaystyle (t_{1}<t_{2})}. Относительность одновременности приводит к невозможности синхронизации часов в различных инерциальных системах отсчёта во всём пространстве.
Пусть в каждой из систем отсчёта {\displaystyle S} и {\displaystyle S'}вдоль осей {\displaystyle x} и {\displaystyle x'} расположены синхронизированные между собой часы, и пусть «центральные» часы в момент, когда они находятся напротив друг друга, имеют координаты {\displaystyle x=x'=0} и показывают одинаковое время {\displaystyle t=t'=0} (левый и правый рисунки). В этот момент с точки зрения наблюдателя в системе {\displaystyle S} (левый рисунок), часы в движущейся системе отсчёта {\displaystyle S'} не синхронизированы: они показывают различное время. Часы в {\displaystyle S'}, находящиеся от «центральных» по ходу движения системы {\displaystyle S'} ({\displaystyle x'>0}), отстают от них ({\displaystyle t'=-vx'/c^{2}}), а часы, находящиеся от «центральных» против хода движения ({\displaystyle x'<0}), опережают «центральные» часы. И чем часы в {\displaystyle S'}дальше от «центральных» по ходу движения, тем больше они отстают от «центральных» (опережают «центральные», если находятся от них против движения).
Аналогичная ситуация для наблюдателей в системе {\displaystyle S'} (правый рисунок).

### Сокращение линейных размеров
Если размеры движущегося вместе с системой {\displaystyle S'}объекта определять в неподвижной системе отсчёта {\displaystyle S} при помощи одновременной фиксации координат его границ, то из преобразования Лоренца {\displaystyle x'={\frac {x-vt}{\sqrt {1-{\frac {\displaystyle v^{2}}{\displaystyle c^{2}}}}}}} следует, что длина тела {\displaystyle l=\Delta x}, измеренная в системе отсчёта {\displaystyle S}, сокращается вдоль направления его движения по сравнению с длиной {\displaystyle l_{0}=\Delta x'}, измеренной в том же направлении в системе отсчёта {\displaystyle S'}, связанной с телом (собственной длиной тела):
{\displaystyle l=l_{0}{\sqrt {1-{\frac {v^{2}}{c^{2}}}}}.}
В неподвижной системы отсчёта {\displaystyle S} сокращаются все размеры вдоль направления движения тел, движущихся вместе с системой отсчёта {\displaystyle S'}— как самих тел, так и пустоты между ними. Поперечные размеры не изменяются.
Продольное сокращение размеров называют лоренцевым сокращением. Яркий пример — парадокс шеста и сарая, где длинный шест в полёте за счёт укорочения длины помещается в более короткий сарай.
При визуальном наблюдении движущихся тел дополнительно к лоренцевому сокращению необходимо учитывать время распространения светового сигнала от поверхности тела. В результате быстро движущееся тело выглядит наклонённым, а не сжатым в направлении движения.

### Эффект Доплера
Пусть источник, движущийся со скоростью {\displaystyle v}, излучает электромагнитный сигнал, имеющий частоту {\displaystyle \nu _{0}}, измеренную наблюдателем в системе отсчёта {\displaystyle S'}, связанной с источником (собственная частота). Если этот же сигнал регистрируется «неподвижным» наблюдателем в системе {\displaystyle S}, то его частота {\displaystyle \nu } будет отличаться от собственной частоты:
| {\displaystyle \nu =\nu _{0}\cdot {\dfrac {\sqrt {1-{\dfrac {v^{2}}{c^{2}}}}}{1+{\dfrac {v}{c}}\cdot \cos \theta }},} |

где {\displaystyle \theta } — угол между направлением на источник и его скоростью.
Различают продольный и поперечный эффект Доплера. В первом случае {\displaystyle \theta =0}, то есть источник и приёмник находятся на одной прямой. Если источник движется от приёмника, то его частота уменьшается {\displaystyle \nu <\nu _{0}} (красное смещение), а если приближается, то частота увеличивается {\displaystyle \nu >\nu _{0}} (синее смещение):
Поперечный эффект возникает, когда {\displaystyle \theta =\pi /2}, то есть приёмник направлен перпендикулярно скорости источника (например, источник «пролетает над» приёмником). В этом случае {\displaystyle \Delta t'=\Delta t\cdot {\sqrt {1-{\frac {v^{2}}{c^{2}}}}}}, где интервалы {\displaystyle \Delta t'=T_{0}={\frac {1}{\nu _{0}}}} и {\displaystyle \Delta t=T={\frac {1}{\nu }}} равны периоду колебаний в собственной системе отсчёта {\displaystyle S'}и движущейся относительно неё системе отсчёта {\displaystyle S}. Эффект замедления хода часов проявляется в уменьшении частоты {\displaystyle \nu } в системе отсчёта {\displaystyle S} по сравнению с собственной частотой {\displaystyle \nu _{0}}:
{\displaystyle \nu =\nu _{0}\cdot {\sqrt {1-{\frac {v^{2}}{c^{2}}}}}.}
Аналога поперечного эффекта в классической физике нет, и это чисто релятивистский эффект. В отличие от этого, продольный эффект Доплера обусловлен как релятивистским эффектом замедления времени, так и классической составляющей.

### Аберрация
Аберрация света является видимым смещением объекта при относительном движении наблюдателя и этого объекта. Пусть в системе отсчёта {\displaystyle S'} источник света неподвижен, и находится под углом {\displaystyle \theta '} к оси {\displaystyle x'}. Тогда в системе {\displaystyle S}, относительно которой система {\displaystyle S'} движется вдоль оси {\displaystyle x} со скоростью {\displaystyle v}, направление на этот источник света составит угол {\displaystyle \theta }. В соответствии с релятивистским правилом сложения скоростей, эти два угла связаны следующим образом:
{\displaystyle \cos \theta ={\frac {\cos \theta '-\beta }{1-\beta \cos \theta '}},~~~~~~~~~~~~\sin \theta ={\frac {{\sqrt {1-\beta ^{2}}}\cdot \sin \theta '}{1-\beta \cos \theta '}},}
где {\displaystyle \beta =v/c}.

## Релятивистская динамика

### Релятивистский лагранжиан
В классической механике законы движения можно вывести из вида лагранжиана механической системы на основе принципа наименьшего действия. Действие должно быть инвариантом относительно преобразований ИСО. Таким свойством обладает интервал. Следовательно, общий вид действия в релятивистской механике
{\displaystyle S=-\alpha \int ds=-\alpha c\int _{t_{1}}^{t_{2}}{\sqrt {1-u^{2}/c^{2}}}dt.}
Соответственно, лагранжиан должен быть равен:
{\displaystyle L=-\alpha c{\sqrt {1-u^{2}/c^{2}}}.}
Параметр {\displaystyle \alpha } необходимо определить из соображений совпадения (с точностью до константы) с лагранжианом свободной частицы классической механикой при малых скоростях (который равен просто кинетической энергии). Исходя из этого, можно показать, что лагранжиан свободной релятивистской частицы имеет вид:
{\displaystyle L=-mc^{2}{\sqrt {1-\mathbf {u} ^{2}/c^{2}}}.}
На основе этого лагранжиана можно вывести динамику релятивистской частицы, исходя из классических определений понятий через лагранжиан и уравнений Эйлера-Лагранжа.

### Энергия и импульс
Если частица с массой (покоя) {\displaystyle m} движется со скоростью {\displaystyle \mathbf {u} }, то её энергия и импульс имеют следующую зависимость от скорости:
{\displaystyle E=\mathbf {p} \mathbf {u} -L={\frac {mc^{2}}{\sqrt {1-{\frac {\displaystyle \mathbf {u} ^{2}}{\displaystyle c^{2}}}}}},~~~~~~\mathbf {p} ={\frac {\partial L}{\partial \mathbf {u} }}={\frac {m\mathbf {u} }{\sqrt {1-{\frac {\displaystyle \mathbf {u} ^{2}}{\displaystyle c^{2}}}}}}.}
Эти соотношения обобщают классические выражения для энергии и импульса, которые получаются при разложении в ряд по {\displaystyle \mathbf {u} ^{2}/c^{2}}:
{\displaystyle E\approx mc^{2}+{\frac {m\mathbf {u} ^{2}}{2}}+...,~~~~~~~~~~~~~\mathbf {p} \approx m\mathbf {u} +...}
При нулевой скорости энергия частицы называется энергией покоя: {\displaystyle E_{0}=mc^{2}\ }.
В современной физической литературе принято, что m — масса частицы — не зависит от скорости, являясь инвариантом относительно преобразований Лоренца, и является величиной неаддитивной (то есть масса тела, состоящего из нескольких частей, в отличие от классической механики, не равна сумме масс этих частей). Понятие «релятивистской массы», зависящей от скорости {\displaystyle m(\mathbf {u} )}, не используется, хотя оно и встречается в ранних работах по теории относительности. Историческая причина введения этого понятия была связана с попытками сохранить для релятивистского импульса классическую форму: {\displaystyle \mathbf {p} =m(\mathbf {u} )\,\mathbf {u} }.
При приближении скорости тела к скорости света его энергия и импульс стремятся к бесконечности. Это одна из причин, по которой «обычные» объекты не способны двигаться быстрее скорости света. Для частицы с ненулевой массой даже достижение скорости света потребует затраты бесконечной энергии. Заметные отклонения от классических выражений для энергии и импульса происходят при скоростях, близких к скорости света. Если скорости относительно невелики, то отклонения от классической динамики незначительны. Например, при скорости {\displaystyle u=c/4} относительная разница релятивистского и классического импульса составляет всего 3 %.
Между релятивистской энергией и импульсом существуют следующие связи:
{\displaystyle E^{2}-\mathbf {p} ^{2}c^{2}=m^{2}c^{4},~~~~~~~~~~~~~~~~\mathbf {p} ={\frac {E}{c^{2}}}\,\mathbf {u} .}
Эти формулы остаются справедливыми и для объектов, движущихся со скоростью света. В этом случае их масса покоя должна быть равна нулю {\displaystyle m=0}.

#### Преобразования энергии и импульса
Аналогично преобразованиям Лоренца для времени и координат релятивистские энергия и импульс, измеренные относительно различных инерциальных систем отсчёта, связаны аналогичными соотношениями:
{\displaystyle E'={\frac {E-vp_{x}}{\sqrt {1-v^{2}/c^{2}}}},~~~~~~~~p'_{x}={\frac {p_{x}-vE/c^{2}}{\sqrt {1-v^{2}/c^{2}}}},~~~~~~~~~~p'_{y}=p_{y},~~~~~~~~~~p'_{z}=p_{z},}
где компоненты вектора импульса {\displaystyle \mathbf {p} \ } равны {\displaystyle (p_{x},p_{y},p_{z})}. Относительная скорость и ориентация инерциальных систем отсчёта S, S' определены так же, как и в преобразованиях Лоренца.

### Уравнения движения
Действующая на тело сила {\displaystyle \mathbf {F} } изменяет его импульс. Поэтому второй закон Ньютона в форме
{\displaystyle {\frac {d\mathbf {p} }{dt}}=\mathbf {F} }
остаётся справедливым также и в теории относительности. Однако производная по времени берётся от релятивистского импульса, а не от классического. Это приводит к тому, что связь силы и ускорения существенно отличается от классической:
{\displaystyle \mathbf {F} ={\frac {m\mathbf {a} }{\sqrt {1-\mathbf {u} ^{2}/c^{2}}}}+{\frac {m\mathbf {u} \cdot (\mathbf {u} \mathbf {a} )/c^{2}}{(1-\mathbf {u} ^{2}/c^{2})^{3/2}}}.}
Первое слагаемое содержит «релятивистскую массу», равную отношению силы к ускорению, если сила действует перпендикулярно скорости. В ранних работах по теории относительности её называли «поперечной массой». Именно её «рост» наблюдается в экспериментах по отклонению электронов магнитным полем. Второе слагаемое содержит «продольную массу», равную отношению силы к ускорению, если сила действует параллельно скорости:
{\displaystyle m_{||}={\frac {m}{(1-\mathbf {u} ^{2}/c^{2})^{3/2}}}.}
Как было отмечено выше, эти понятия являются устаревшими и связаны с попыткой сохранить классическое уравнение движения Ньютона {\displaystyle \mathbf {F} =m\mathbf {a} }.
Скорость изменения энергии равна скалярному произведению силы на скорость тела:
{\displaystyle {\frac {dE}{dt}}=\mathbf {u} \mathbf {F} .}
Это приводит к тому, что, как и в классической механике, составляющая силы, перпендикулярная к скорости частицы, не изменяет её энергию (например, магнитная составляющая в силе Лоренца).

## Ковариантная формулировка

### Метрический тензор
Расстояние между двумя бесконечно близкими событиями можно записать при помощи метрического тензора
{\displaystyle g_{\alpha \beta }} в тензорном виде:
{\displaystyle ds^{2}=g_{\alpha \beta }dx^{\alpha }\,dx^{\beta },}
где {\displaystyle (x^{0},x^{1},x^{2},x^{3})=(ct,x,y,z)}, а по повторяющимся индексам подразумевается суммирование от 0 до 3. В инерциальных системах отсчёта с декартовыми координатами метрический тензор имеет следующий вид:
{\displaystyle g_{\alpha \beta }=\left({\begin{matrix}1&0&0&0\\0&-1&0&0\\0&0&-1&0\\0&0&0&-1\end{matrix}}\right).}
Кратко эта диагональная матрица обозначается таким образом: {\displaystyle g_{\alpha \beta }=\mathrm {diag} \left\{1,-1,-1,-1\right\}}.
Выбор недекартовой системы координат (например, переход к сферическим координатам) или рассмотрение неинерциальных систем отсчёта приводит к изменению значений компонент метрического тензора, однако его сигнатура {\displaystyle \left(1,-1,-1,-1\right)} остаётся неизменной. В рамках специальной теории относительности всегда существует глобальное преобразование координат и времени, которое делает метрический тензор диагональным с компонентами {\displaystyle g_{\alpha \beta }=\mathrm {diag} \left\{1,-1,-1,-1\right\}}. Эта физическая ситуация соответствует переходу в инерциальную систему отсчёта с декартовыми координатами. Другими словами, четырёхмерное пространство-время специальной теории относительности является плоским (псевдоевклидовым). В отличие от этого, общая теория относительности (ОТО) рассматривает искривлённые пространства, в которых метрический тензор никаким преобразованием координат нельзя привести к псевдоевклидовому виду во всём пространстве, но сигнатура тензора сохраняется такой же.

### 4-вектор
Соотношения СТО могут быть записаны в тензорном виде при помощи введения вектора с четырьмя компонентами {\displaystyle A^{\alpha }=(A^{0},A^{1},A^{2},A^{3})} (цифра или индекс вверху компоненты является её номером, а не степенью!), которые при переходе от одной инерциальной системы к другой преобразуются аналогично преобразованиям Лоренца. Нулевую компоненту 4-вектора называют временно́й, а компоненты с индексами 1,2,3 — пространственными. Они соответствуют компонентам обычного трёхмерного вектора, поэтому 4-вектор обозначается также следующим образом: {\displaystyle A^{\alpha }=(A^{0},\mathbf {A} )}.
Компоненты 4-вектора, измеренные в двух инерциальных системах отсчёта, одна из которых движется со скоростью {\displaystyle v} в направлении {\displaystyle x^{1}} относительно второй, связаны друг с другом следующим образом:
{\displaystyle A'^{0}={\frac {A^{0}-{\frac {\displaystyle v}{\displaystyle c}}\,A^{1}}{\sqrt {1-{\frac {\displaystyle v^{2}}{\displaystyle c^{2}}}}}},\qquad A'^{1}={\frac {A^{1}-{\frac {\displaystyle v}{\displaystyle c}}A^{0}}{\sqrt {1-{\frac {\displaystyle v^{2}}{\displaystyle c^{2}}}}}},\qquad A'^{2}=A^{2},\qquad A'^{3}=A^{3}.}
Примерами 4-векторов являются:
4-координаты — точка в псевдоевклидовом пространстве-времени: {\displaystyle x^{\alpha }=(x^{0},x^{1},x^{2},x^{3})=(ct,x,y,z)=(ct,~\mathbf {r} ),}
4-скорость: {\displaystyle u^{\alpha }={\frac {dx^{\alpha }}{d\tau }}=\gamma (u)(c,u_{x},u_{y},u_{z})=\gamma (u)(c,\mathbf {u} ).}
4-импульс (энергия-импульс): {\displaystyle p^{\alpha }=mu^{\alpha }=(E/c,p_{x},p_{y},p_{z})=(E/c,~\mathbf {p} ),}
Аналогичным образом можно определить 4-ускорение: {\displaystyle w^{\alpha }={\frac {du^{\alpha }}{d\tau }}} и 4-силу: {\displaystyle F^{\alpha }={\frac {dp^{\alpha }}{d\tau }}}.
При помощи метрического тензора можно ввести т. н. ковекторы, которые обозначаются той же буквой, но с нижним индексом:
{\displaystyle A_{\alpha }=g_{\alpha \beta }A^{\beta }=g_{\alpha 0}A^{0}+g_{\alpha 1}A^{1}+g_{\alpha 2}A^{2}+g_{\alpha 3}A^{3}.}
Для диагонального метрического тензора с сигнатурой {\displaystyle g_{\alpha \beta }=\mathrm {diag} (1,-1,-1,-1)}, ковектор отличается от 4-вектора знаком перед пространственными компонентами. Так, если {\displaystyle A^{\alpha }=(A^{0},\mathbf {A} )}, то {\displaystyle A_{\alpha }=(A^{0},-\mathbf {A} )}.
Свёртка вектора и ковектора является инвариантом — имеет одинаковое значение во всех инерциальных системах отсчёта:
{\displaystyle g_{\alpha \beta }A^{\alpha }A^{\beta }=A_{\alpha }A^{\alpha }=(A^{0})^{2}-\mathbf {A} ^{2}=\mathrm {inv} .}
Для 4-координат инвариантом является интервал, для 4-скорости — квадрат скорости света, для 4-импульса (энергии-импульса) — это величина, пропорциональная квадрату массы (покоя):
{\displaystyle p^{2}=p_{\alpha }p^{\alpha }={\frac {E^{2}}{c^{2}}}-\mathbf {p} ^{2}=m^{2}c^{2}.}
Вводятся также 4-векторные дифференциальные операторы, например 4-градиент {\displaystyle \partial ^{\alpha }=\nabla ^{\alpha }=\left({\frac {\partial }{c\,\partial t}},\;{\vec {\nabla }}\right)=\left({\frac {\partial }{c\,\partial t}},\;{\frac {\partial }{\partial x}},\;{\frac {\partial }{\partial y}},\;{\frac {\partial }{\partial z}}\;\right).}

## Экспериментальные основания СТО
Теория относительности является логически непротиворечивой теорией. Это означает, что из её исходных положений нельзя логически вывести некоторое утверждение одновременно с его отрицанием. Поэтому множество так называемых парадоксов (подобных парадоксу близнецов) являются кажущимися. Они возникают в результате некорректного применения теории к тем или иным задачам, а не в силу логической противоречивости СТО.
Справедливость теории относительности, как и любой другой физической теории, в конечном счёте, проверяется эмпирически. Экспериментальную проверку теории относительности существенно облегчает логическая эквивалентность двух постулатов СТО требованию лоренц-инвариантности физических законов в одной системе отсчёта.
Специальная теория относительности лежит в основе всей современной физики. Поэтому какого-либо отдельного эксперимента, «доказывающего» СТО, нет. Вся совокупность экспериментальных данных в физике высоких энергий, ядерной физике, спектроскопии, астрофизике, электродинамике и других областях физики согласуется с теорией относительности в пределах точности эксперимента. Например, в квантовой электродинамике (объединение СТО, квантовой теории и уравнений Максвелла) значение аномального магнитного момента электрона совпадает с теоретическим предсказанием с относительной точностью {\displaystyle 10^{-9}}
.
Фактически СТО является инженерной наукой. Её формулы используются при расчёте ускорителей элементарных частиц. Обработка огромных массивов данных по столкновению частиц, двигающихся с релятивистскими скоростями в электромагнитных полях, основана на законах релятивистской динамики, отклонения от которых обнаружено не было. Поправки, следующие из СТО и ОТО, используются в системах спутниковой навигации (GPS, ГЛОНАСС). СТО лежит в основе ядерной энергетики и т. д.
Всё это не означает, что СТО не имеет пределов применимости. Напротив, как и в любой другой теории, они существуют, и их выявление является важной задачей экспериментальной физики. Например, в теории гравитации Эйнштейна (ОТО) рассматривается обобщение псевдоевклидового пространства СТО на случай пространства-времени, обладающего кривизной, что позволяет объяснить большую часть астрофизических и космологических наблюдаемых данных. Существуют попытки обнаружить анизотропию пространства и другие эффекты, которые могут изменить соотношения СТО.
Однако необходимо понимать, что если они будут обнаружены, то приведут к более общим теориям, предельным случаем которых снова будет СТО. Точно так же при малых скоростях верной остаётся классическая механика, являющаяся частным случаем теории относительности. Вообще, в силу принципа соответствия, теория, получившая многочисленные экспериментальные подтверждения, не может оказаться неверной, хотя область её применимости может быть ограничена.
Ниже приведены только некоторые эксперименты, иллюстрирующие справедливость СТО и её отдельных положений.

### Релятивистское замедление времени
Тот факт, что время движущихся объектов течёт медленнее, получает постоянное подтверждение в экспериментах, проводимых в физике высоких энергий. Например, время жизни мюонов в кольцевом ускорителе в CERN с точностью {\displaystyle 2\cdot 10^{-3}} увеличивается в соответствии с релятивистской формулой. В данном эксперименте скорость мюонов была равна 0,9994 от скорости света, в результате чего время их жизни увеличилось в 29 раз. Этот эксперимент важен также тем, что при 7-метровом радиусе кольца ускорение мюонов достигало значений {\displaystyle 10^{18}} от ускорения свободного падения. Это, в свою очередь, свидетельствует о том, что эффект замедления времени обусловлен только скоростью объекта и не зависит от его ускорения. В настоящее время (2017 год) экспериментальная проверка формулы релятивистского замедления времени осуществлена с точностью до нескольких миллиардных долей.
Измерение величины замедления времени проводилось также с макроскопическими объектами. Например, в эксперименте Хафеле — Китинга проводилось сравнение показаний неподвижных атомных часов и атомных часов, летавших на самолёте. Эффект релятивистского замедления времени учитывается в бортовых часах спутниковых навигационных систем (GPS-Navstar, «ГЛОНАСС», «Бэйдоу», «Галилео» и т. д.), поэтому корректная работа таких систем является его экспериментальным подтверждением.

### Независимость скорости света от движения источника
На заре возникновения теории относительности определённую популярность получили идеи Вальтера Ритца о том, что отрицательный результат опыта Майкельсона может быть объяснён при помощи баллистической теории. В этой теории предполагалось, что свет со скоростью {\displaystyle c} излучается относительно источника, и происходит сложение скорости света и скорости источника в соответствии с классическим правилом сложения скоростей. Естественно, эта теория противоречит СТО.
Астрофизические наблюдения являются убедительным опровержением подобной идеи. Например, при наблюдении двойных звёзд, вращающихся относительно общего центра масс, в соответствии с теорией Ритца происходили бы эффекты, которые на самом деле не наблюдаются (аргумент де Ситтера). Действительно, скорость света («изображения») от звезды, приближающейся к Земле, была бы выше скорости света от удаляющейся при вращении звезды. При большом расстоянии от двойной системы более быстрое «изображение» существенно обогнало бы более медленное. В результате видимое движение двойных звёзд выглядело бы достаточно странным, что не наблюдается.
Иногда встречается возражение, что гипотеза Ритца «на самом деле» верна, но свет при движении сквозь межзвёздное пространство переизлучается атомами водорода, имеющими в среднем нулевую скорость относительно Земли, и достаточно быстро приобретает скорость {\displaystyle c}.
Однако, если бы это было так, возникала бы существенная разница в изображении двойных звёзд в различных диапазонах спектра, так как эффект «увлечения» средой света существенно зависит от его частоты.
В опытах Томашека (1923 г.) при помощи интерферометра сравнивались интерференционные картины от земных и внеземных источников (Солнце, Луна, Юпитер, звёзды Сириус и Арктур). Все эти объекты имели различную скорость относительно Земли, однако смещения интерференционных полос, ожидаемых в модели Ритца, обнаружено не было. Эти эксперименты в дальнейшем неоднократно повторялись. Например, в эксперименте Бонч-Бруевича А. М. и Молчанова В. А. (1956 г.) измерялась скорость света от различных краёв вращающегося Солнца. Результаты этих экспериментов также противоречат гипотезе Ритца.
Независимость скорости света от скорости источника регистрируется и в наземных экспериментах. Например, проводилось измерение скорости пары фотонов, возникающих при аннигиляции электрона и позитрона, центр масс которых двигался со скоростью, равной половине скорости света. С экспериментальной точностью 10 % сложение скорости света и скорости источника обнаружено не было.

## Связь с другими теориями

### Гравитация
Закон всемирного тяготения Ньютона совместим с классической механикой, но несовместим со специальной теорией относительности. Так как со СТО несовместим закон Кулона (аналогичный закону тяготения Ньютона), но совместимы уравнения электромагнетизма Максвелла, то возникла идея поиска аналогичных уравнений гравитационного поля (гравитомагнетизм), отличающихся только знаками и постоянными множителями.
Возможно, одним из первых, кто подал идею об аналогии между гравитацией и уравнениями Максвелла, был Оливер Хевисайд в 1893 году.
На основе принципа относительности, Анри Пуанкаре (1905, 1906), Рихард Ганс(1905), Герман Минковский (1908), Арнольд Зоммерфельд (1910) и Хендрик Лоренц (1910) опубликовали несколько вариантов видоизменённой теории гравитации Ньютона, совместимой со специальной теорией относительности. Для инвариантности относительно преобразований Лоренца скорость распространения гравитации была принята равной скорости света. Все эти теории оказались неудачными — в частности, отсутствовало уравнение гравитационного поля и предсказывалось недостаточное смещение перигелия Меркурия (примерно в 6 раз меньше, чем наблюдалось).
В 1922 году Феликс Коттлер вывел ряд соотношений лоренц-инвариантной теории гравитации через векторную и тензорную алгебру, получив полное выражение для гравитационной силы и гравитационного 4-потенциала.
Теория гравитации, математически повторяющая теорию электромагнетизма Максвелла, не является единственно возможной теорией гравитации, совместимой со СТО; существуют и другие лоренц-инвариантные теории. К ним, в частности, относятся две теории Нордстрёма, созданные в 1912 и в 1913 годах, которые, однако, предсказывали не только неверную величину аномального смещения перигелия Меркурия, но даже неверный знак смещения.
Для описания гравитации Эйнштейн разработал расширение СТО (общую теорию относительности), в котором источником гравитации является кривизна пространства-времени. Тем не менее, динамика даже в рамках СТО может включать гравитационное взаимодействие, пока потенциал гравитационного поля много меньше {\displaystyle c^{2}}.
Специальная теория относительности перестаёт работать в масштабах всей Вселенной, требуя замены на ОТО.

### Классическая механика
Теория относительности входит в существенное противоречие с некоторыми аспектами классической механики. Например, парадокс Эренфеста показывает несовместимость СТО с понятием абсолютно твёрдого тела. Даже в классической физике предполагается: механическое воздействие на твёрдое тело распространяется со скоростью звука, а отнюдь не с бесконечной (как должно быть в воображаемой абсолютно твёрдой среде).

### Квантовая механика
Специальная теория относительности (в отличие от общей) полностью совместима с квантовой механикой. Их синтезом является релятивистская квантовая теория поля. Однако обе теории вполне независимы друг от друга. Возможно построение как квантовой механики, основанной на нерелятивистском принципе относительности Галилея (см. уравнение Шрёдингера), так и теорий на основе СТО, полностью игнорирующих квантовые эффекты. Например, квантовая теория поля может быть сформулирована как нерелятивистская теория. В то же время такое квантовомеханическое явление, как спин, последовательно не может быть описано без привлечения теории относительности (см. Уравнение Дирака).
Развитие квантовой теории всё ещё продолжается, и многие физики считают, что будущая теория всего ответит на все вопросы, имеющие физический смысл, и даст в пределах как СТО в сочетании с квантовой теорией поля, так и ОТО. Скорее всего, СТО ожидает такая же судьба, как и механику Ньютона — будут точно очерчены пределы её применимости. В то же время такая максимально общая теория пока является отдалённой перспективой.

## Парадоксы специальной теории относительности
- Парадокс Белла: разорвётся ли струна, соединяющая релятивистские объекты?
- ГЗК-парадокс: наблюдаемые высокоэнергетичные космические лучи, похоже, нарушают предел Грайзена — Зацепина — Кузьмина, который является следствием СТО.
- Парадокс лестницы (или шеста и сарая): Может ли лестница за счёт релятивистского сокращения длины поместиться в меньший по размеру гараж?
- Парадокс близнецов: когда близнец-путешественник вернулся, он стал моложе или старше, чем его брат, который оставался на Земле?
- Парадокс субмарины: сила Архимеда на релятивистский объект (типа пули) изменяется при переходе от системы отсчёта, в которой покоится пуля, в систему отсчёта, в которой покоится жидкость.
- Парадокс Эренфеста о кинематике абсолютно твёрдого вращающегося диска.